# Dasatinib
| Bioverfügbarkeit     | ? %                                |
| Plasmaproteinbindung | 96 %                               |
| Metabolismus         | Hepatisch                          |
| Plasmahalbwertszeit  | 1,3 bis 5 Stunden                  |
| Verabreichungsform   | Oral                               |
| Schwangerschaft      | Sorgfältige Nutzen-Risiko-Abwägung |

Dasatinib (Handelsname: Sprycel; Hersteller: Bristol-Myers Squibb) ist ein Proteinkinaseinhibitor aus der Gruppe der Tyrosinkinase-Inhibitoren, der als Arzneistoff zur Behandlung bestimmter maligner Erkrankung Verwendung findet (chronische myeloische Leukämie (CML) und Philadelphia-Chromosom-positive akute lymphatische Leukämie (Ph+ALL)).

## Pharmakologie

### Wirkungsweise
Wie der bereits im Jahr 2001 zugelassene Wirkstoff Imatinib ist Dasatinib ein spezifischer Tyrosinkinase-Inhibitor der BCR-ABL-Kinase und der SRC-Kinase. Jedoch wirkt Dasatinib noch bei 32 von 33 bekannten Mutationen des Philadelphia-Chromosoms, bei denen Imatinib keine Wirkung zeigt. Allein bei der Genmutation T315I ist offenbar eine Bindung an die spezifische Bindungsstelle der Tyrosinkinase verhindert.

### Wirksamkeits-Studie
In einer im Juni 2006 veröffentlichten Phase-1-Studie zur Dosis-Anpassung wurde Dasatinib an Patienten erprobt, die eine Imatinib-Resistenz oder eine Unverträglichkeit zeigten. Bei 37 von 40 Patienten in der chronischen Phase der CML konnte eine komplette hämatologische Remission erzielt werden. Ein deutliches Ansprechen der Blutwerte wurde bei 31 von 44 Patienten erreicht, die sich in der akzelerierten Phase der CML bzw. der Blastenkrise befanden oder an Philadelphia-Chromosom-positiver akuter lymphatischer Leukämie (Ph+ALL) erkrankt waren.
Die aktuellen 24 Monatsdaten (ASH-Abstract #734) zeigen weiterhin die hohe Wirksamkeit von Dasatinib.
Durch Dasatinib eingeleitetes zytogenetisches Ansprechen bleibt bei Patienten mit CML in chronischer Phase (CP-CML), die auf Imatinib resistent sind oder es nicht vertragen, dauerhaft.

### Dauer der Wirksamkeit
Bei 95 % der Patienten in der chronischen Phase hielt die Wirksamkeit während einer mittleren Beobachtungszeit von mehr als zwölf Monaten an. Von den Patienten in der Akzelerationsphase der CML blieben 82 % während einer mittleren Beobachtungszeit von 5 Monaten in der Remission. Fast alle Patienten in der Blastenkrise der CML oder mit Ph+ALL erlitten einen Rückfall innerhalb von 6 Monaten.
Das progressionsfreie Überleben bei 15 Monaten lag bei 90 %, während das Gesamtüberleben 96 % betrug. Dosisunterbrechungen waren bei 87 % der Patienten nötig und eine Dosissenkung bei 73 %; die durchschnittlich verabreichte Tagesdosis betrug 101 mg (zwischen 11 und 171).

### Nebenwirkungen
Langzeit-Wirkung und Nebenwirkungen von Dasatinib werden in aktuell laufenden Studien untersucht.
Folgende häufiger vorkommende Nebenwirkungen sind bekannt:
Kopfschmerz, Durchfall, Übelkeit, Müdigkeit, Hautausschläge, Ödeme, Atemnot, Pleuraergüsse, Pilzerkrankungen und Gelenkschmerzen.
Wesentlich seltener sind: Appetitlosigkeit, Lungenentzündung und Darmblutungen.
Sehr selten sind: Herzinsuffizienz, Herzrhythmusstörungen, Bluthochdruck, Lungenödeme, Oberflächenödeme, erhöhte Leber- und Kreatininwerte sowie Kalziummangel.
Berichte über einen Mangel an Blutplättchen (Thrombozytopenie) Grad 3–4 (starke und sehr starke Nebenwirkung) und eine Verminderung der Anzahl neutrophiler Granulozyten im Blut (Neutropenie) Grad 3–4 wurden bei 48 % bzw. 49 % der Patienten verzeichnet. Nicht hämatologische Nebenwirkungen bestanden hauptsächlich aus Durchfall (37 %), Kopfschmerzen (32 %), Müdigkeit (31 %) und Atemnot (30 %). 27 % der Patienten erlitten einen Pleuraerguss (abnorme Flüssigkeitsansammlung in der Pleurahöhle); was als Grad 1–2 bei 21 % und Grad 3–4 bei 6 % der Patienten eingestuft wurde. Im Rahmen der Pharmakovigilanz wurde ein Zusammenhang zwischen der Therapie mit Sprycel® und dem Auftreten eines hohen Blutdrucks im Lungenkreislauf (pulmonal-arterielle Hypertonie, PAH) festgestellt, so dass der Hersteller Bristol-Myers Squibb entsprechend warnte.

## Geschichte
Dasatinib wurde von Bristol-Myers Squibb (BMS) unter der Projektbezeichnung BMS-354825 entwickelt. Der Freiname leitet sich vom Namen eines der an der Synthese bei BMS beteiligten Chemiker, Jagabandhu Das, ab.
Als Arzneistoff ist es seit Juni 2006 in den USA, bzw. seit November 2006 in der EU zugelassen und wird unter dem Handelsnamen Sprycel vermarktet. Der Einsatz war zunächst auf die Behandlung von erwachsenen Patienten mit Imatinib-Resistenz oder -Unverträglichkeit beschränkt (sogenannte Zweitlinie), Ende 2010 erfolgte die Zulassung für die Erstlinientherapie.
Außerdem wurde Dasatinib 2019 erstmals bei neueren Formen der CAR-T-Zell-Therapie als Teil eines synthetischen "Sicherheitsschalter"-Systems erprobt, um außer Kontrolle geratene CAR-T-Zellen wieder eliminieren zu können. Mit Dasatinib können CAR-T-Zellen vorübergehend aus- und dann wieder eingeschaltet werden, sobald etwaige Nebenwirkungen der Therapie abgeklungen sind.